# Per Wahlöö
Per Wahlöö foi um escritor, jornalista e tradutor sueco, que nasceu em 1926, em Tölö na Halland e faleceu em 1975 em Malmö.

A sua carreira de jornalista foi iniciada em 1947, e prolongou-se até à década de 70.

Com início em 1959, escreveu vários romances, entre os quais Lastbilen (1962).
 
A partir de 1965, Per Wahlöö e a sua companheira Maj Sjöwall, escreveram dez romances policiais com o inspetor Martin Beck, iniciando a vaga de sucesso da literatura policial sueca contemporânea.

## Prémios e distinções
- Prémio Literário do Svenska Dagbladet (1965)

## Edições em língua portuguesa
- Desapareceu um Carro de Bombeiros [3]
- O Homem que Se Desfez em Fumo [4]
- O Homem Abominável [5]
- O Polícia Que Ri [6]